# Geheimsprachen Verlag

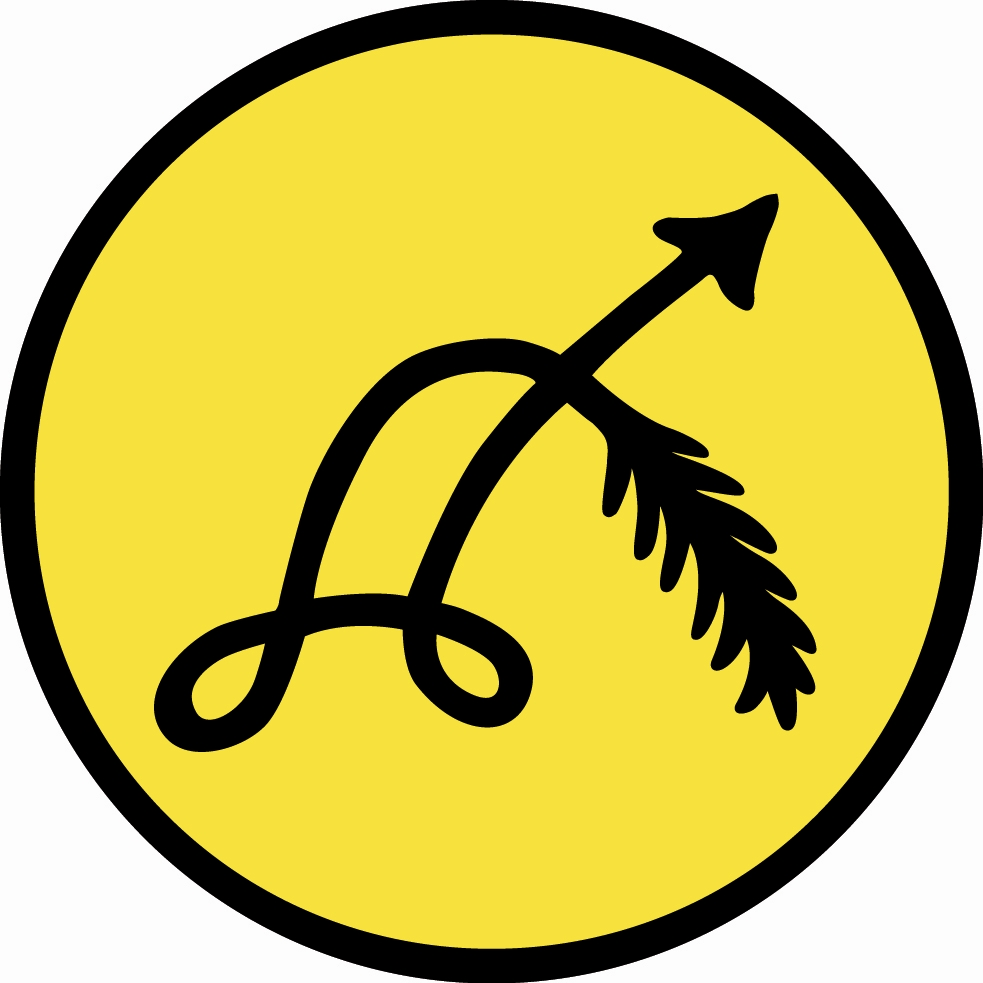

Der Geheimsprachen Verlag  ist ein deutscher Fachverlag für sprachwissenschaftliche Publikationen aus Münster in Westfalen. Er wurde 2009 von dem Germanisten und Sprachwissenschaftler Klaus Siewert gegründet. Ab 2023 wird das Programm des Verlags vom Helmut Buske Verlag / Hamburg fortgeführt.

## Thema und Konzeption
Der Verlag ist als publikatorisches Zentrum für wissenschaftliche Veröffentlichungen auf dem Gebiet der Geheim- und Sondersprachen konzipiert. Die wissenschaftlichen Erträge der Internationalen Gesellschaft für  Sondersprachenforschung, besonders die Schriftenreihe „Sondersprachenforschung“, werden hier publiziert. Aufgrund des großen allgemeinen Interesses am Thema Geheimsprachen, das historische Formen wie Rotwelsch-Dialekte und moderne Geheimsprachen gleichermaßen umfasst, werden aus den wissenschaftlichen Publikationen populärwissenschaftliche Fassungen generiert.

## Gesamtprofil
Neben seinem Spezialgebiet Sonder- und Geheimsprachen der Welt ist der Verlag für weitere Fachgebiete offen: Sprachgeschichte, allgemeine Sprachwissenschaft und Linguistik, Sprache und Sozialgeschichte, Minderheitensprachen, Sprache und Kulturwissenschaft, Sprach- und Sprachenpolitik.